# Ling Liu
 Ling Liu  (* 1960) ist eine chinesisch-amerikanische Informatikerin und Hochschullehrerin. Sie ist Professorin am College of Computing des Georgia Institute of Technology in Atlanta und wurde 2015 zum Fellow des Institute of Electrical and Electronics Engineers (IEEE) ernannt.

## Leben und Werk
Liu studierte Informatik an der Renmin-Universität China in Peking, wo sie im Juli 1985 den Master of Science-Abschluss in Informatik erhielt und war dort bis Februar 1989 als Assistenzprofessorin tätig. Sie forschte dann als wissenschaftliche Mitarbeiterin am Infolab der Universität Tilburg und promovierte im Januar 1993 in Informatik bei Robert Meersman mit der Dissertation: A Formal Approach to Structure, Algebra, and Communication Behavior of Complex Objects.
Von 1992 bis 1994 arbeitete sie als Senior Research Scientist am Institut für Informatik der Johann Wolfgang Goethe-Universität Frankfurt am Main und anschließend bis 1998 als Assistenzprofessorin am Institut für Informatik der University of Alberta in Kanada. Danach forschte sie bis 1999 als Assistenzprofessorin an der Fakultät für Informatik und Ingenieurwesen am Oregon Graduate Institute.
Seit 1999 ist Liu als Professorin am College of Computing des Georgia Institute of Technology tätig und leitet die Forschungsprogramme im Distributed Data Intensive Systems Lab (DiSL). Ihre Forschungsinteressen konzentrieren sich auf Data and Intelligence Powered Computing, wie künstliche Intelligenz, maschinelles Lernen, Wissensentdeckung und Data Mining, Big-Data-Systeme und Analytik. Sie interessiert sie sich für die Entwicklung innovativer und effizienter Lernalgorithmen und -systeme für die Multimodalität von Daten sowie für Algorithmen und Optimierungen zur Verbesserung von Leistung, Verfügbarkeit, Sicherheit, Datenschutz, Vertrauen in Daten und intelligenzbetriebene Computersysteme und -anwendungen, wie z Cloud und Edge Computing, Distributed Computing, Internet of Smart Things, Mobile Computing und Location Based Services, Wireless und Sensor Networked Computing, Peer-to-Peer- und Blockchain-Computing. Ihre Forschungsgruppe hat eine Reihe von Open-Source-Softwaresystemen produziert, wie WebCQ , XWRAPElite, PeerCrawl , GTMobSIM, SHAPE, NEAT, MemFlex, MemPipe, XMemPod, AdaTrace, FUSE, Fed-CDP, LRBench, XEnsemble1.0.
Liu hat über 300 internationale Zeitschriften- und Konferenzbeiträge veröffentlicht und mehr als 20 Dissertationen betreut. Sie war Vorsitzende oder PC-Vorsitzende zahlreicher IEEE- und ACM-Konferenzen in den Bereichen Datentechnik, sehr große Datenbanken, Big Data und verteiltes Rechnen und Co-PC-Vorsitzende der 2019 International Konferenz zum World Wide Web.
Von 2013 bis 2016 war sie Editor-in-Chief of IEEE-Transactions on Service Computing und war Mitglied in Redaktionen von über einem Dutzend internationaler Zeitschriften. Zusammen mit Tamer Ozsu ist Liu Mitherausgeberin der 5 Bände von Enzyklopädie der Datenbanksysteme (Springer 2010). Ihre Forschung wurde von der US-amerikanischen National Science Foundation (NSF), dem US-Verteidigungsministerium (DOD), dem US-Energieministerium sowie von Industrieunternehmen wie IBM und Intel gefördert.
Ihre Forschungsgruppe wurde auf zahlreichen Veranstaltungen mit den Best Paper Awards ausgezeichnet, wie ICDCS 2003, WWW 2004, 2005 Pat Goldberg Memorial Best Paper Award, IEEE Cloud 2012, IEEE ICWS 2013, Mobiqutious 2014, APWeb 2015, IEEE/ACM CCGrid 2015, IEEE Symposium on Big Data 2016, IEEE Edge 2017 und IEEE IoT 2017.
Im November 2022 betrug ihr h-Index 80.

## Auszeichnungen (Auswahl)
- 2003: Mitempfängerin des Best Paper Awards auf der IEEE International Conference on Distributed Computing Systems
- 2004: Mitempfängerin des Best Paper Awards der International Conference on World Wide Web
- 2005: Mitempfängerin des Pat Goldberg Memorial Best Paper Award
- 2012: IEEE Computer Society Technical Achievement Award
- 2012: Outstanding Doctoral Thesis Advisor Award des Georgia Institute of Technology
- 2015: Fellow des Institute of Electrical and Electronics Engineers (IEEE)

## Veröffentlichungen (Auswahl)
- mit M. Tamer Özsu: Encyclopedia of Database Systems. Springer, 2009, ISBN 978-1-4614-8266-6.